# Rolf Hoff
Rolf Arebø Hoff, född 30 juni 1954, är en norsk entreprenör och konstsamlare.
Rolf Hoff är uppväxt i Oslo, där hans släkt sedan början av 1800-talet ägt Hoff gård i Hoff i stadsdelen Ullern. Han grundade 1986 skyltföretaget Signex AS i Oslo.
Rolf Hoff har sedan 1980-talet byggt upp en omfattande samling, framför allt av norsk, samtida konst. Sedan 2013 visas delar av hans konst i den av hustrun Venke Hoff drivna konsthallen Kaviarfactory i fiskeläget Henningsvær i Lofoten.
Rolf Hoff är gift med Venke Hoff. Paret hat två barn.